# Egmond aan Zee

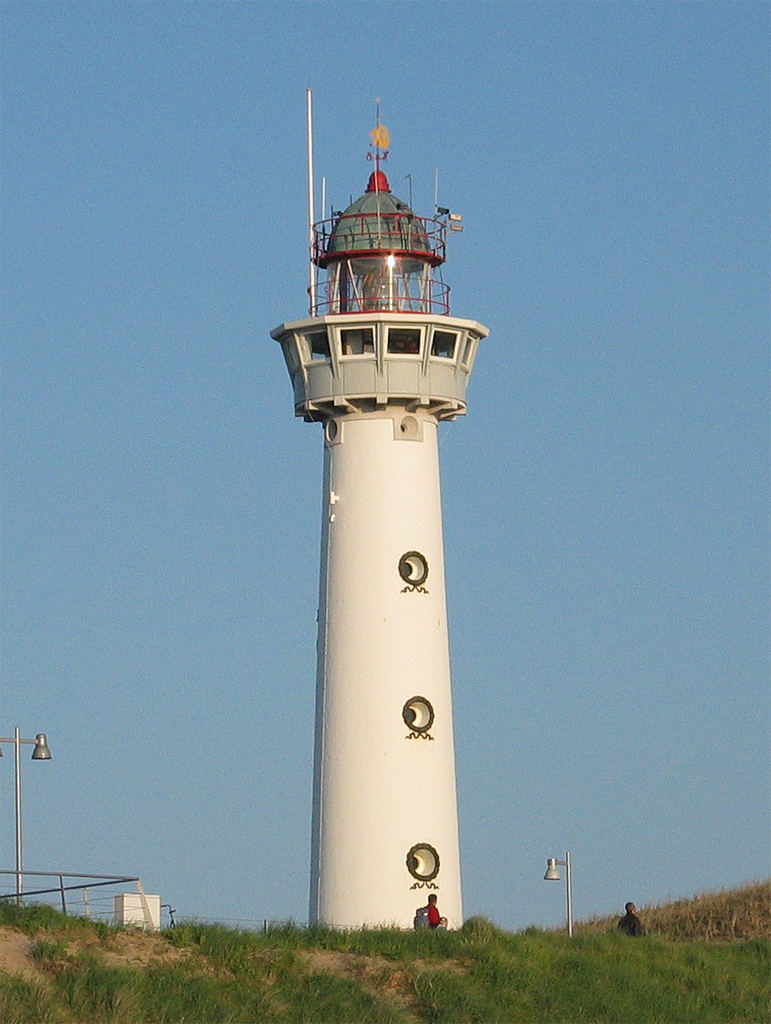
Vuurtoren Jan van Speijk

Egmond aan Zee is een badplaats in de gemeente Bergen in de Nederlandse provincie Noord-Holland. In de volksmond wordt de plaats ook Derp genoemd.

## Geschiedenis
In het jaar 977 zou achter de duinen het dorp Egmond aan Zee zijn ontstaan. Het verhaal wil dat ene Walgerus, een herenboer uit Egmond-Binnen, tien huizen zou hebben gebouwd voor een aantal arme gezinnen. Deze mochten er voor niets wonen en hadden recht om in zee te vissen op voorwaarde dat ze wel aan de abdij in Egmond-Binnen tien procent van hun visvangst zouden afstaan. Ook zou hij een kerkje hebben gesticht, ter ere van de heilige Agnes. 
Egmond aan Zee ontwikkelde zich daarna tot een echt vissersdorp. Omstreeks het jaar 1400 ontstond er de zogenaamde Pinck, een platbodem vaartuigje van ongeveer 5,5 bij 2,5 meter. Het scheepje was overnaads gebouwd met een geheel platte bodem, zodat het op rollen vanaf de schuitenschuur naar het strand vervoerd kon worden.
Door erosie van de kust verdwenen bij de Allerheiligenvloed op 1 november 1570 vijftig huizen van Egmond aan Zee in de zee. Bij de Kerststorm in november 1741 werden 36 huizen en de kerk met toren door de zee opgeslokt.
Egmond aan Zee was tot 1 juli 1978 een zelfstandige gemeente en is op die datum met de gemeente Egmond-Binnen samengevoegd tot Egmond. Sinds 1 januari 2001 is de gemeente Egmond gefuseerd met de gemeenten Schoorl en Bergen tot de gemeente Bergen.

## Taal en religie
Het dialect van Egmond aan Zee, het Egmonds of Derpers, wordt tot het West-Fries gerekend en behoort tot de meest afwijkende subdialecten.
Het grootste kerkgenootschap in Egmond aan Zee is de oudkatholieke kerk. De parochie van de H. Agnes behoort tot de grootste oudkatholieke parochies in Nederland.

## Reddingsbrigade
De Egmondse Reddingsbrigade is opgericht ten dienste van drenkelingen en slachtoffers van ongevallen op het Egmondse strand en in of op de aangrenzende Noordzee. Zij stelt zich ten doel het bieden van praktische hulp aan allen die dit behoeven ten gevolge van genoemde gevallen en waar mogelijk het voorkomen van ongelukken door preventief optreden.

## Bleekneusjes
In de jaren 50 werden veel 'bleekneusjes' uit andere delen van Nederland naar het vakantiekinderkoloniehuis Prinses Beatrix of Huize Sint-Jozef gestuurd om aan te sterken. Het eerste gebouw stond hoog in de duinen. Er heerste daar een streng regime.

## Musea
- Museum van Egmond
- Museum Prins Hendrik de Zeevaarder in het gebouw van de Prins Hendrikstichting.

## Sport en recreatie
Door deze plaats loopt de Europese wandelroute E9, ter plaatse ook Noordzeepad of Hollands Kustpad geheten. Jaarlijks vindt in dit dorp de Halve marathon van Egmond plaats.

## Geboren in Egmond aan Zee
- Jacob Glas (1832-1910), redder
- Gertie Jaquet (1958), illustratrice
- Saskia Belleman (1959), misdaadjournaliste en rechtbankverslaggeefster
- Bibi de Vries (1963), politica
- Folkert de Jong (1972), beeldhouwer en tekenaar

## Galerij

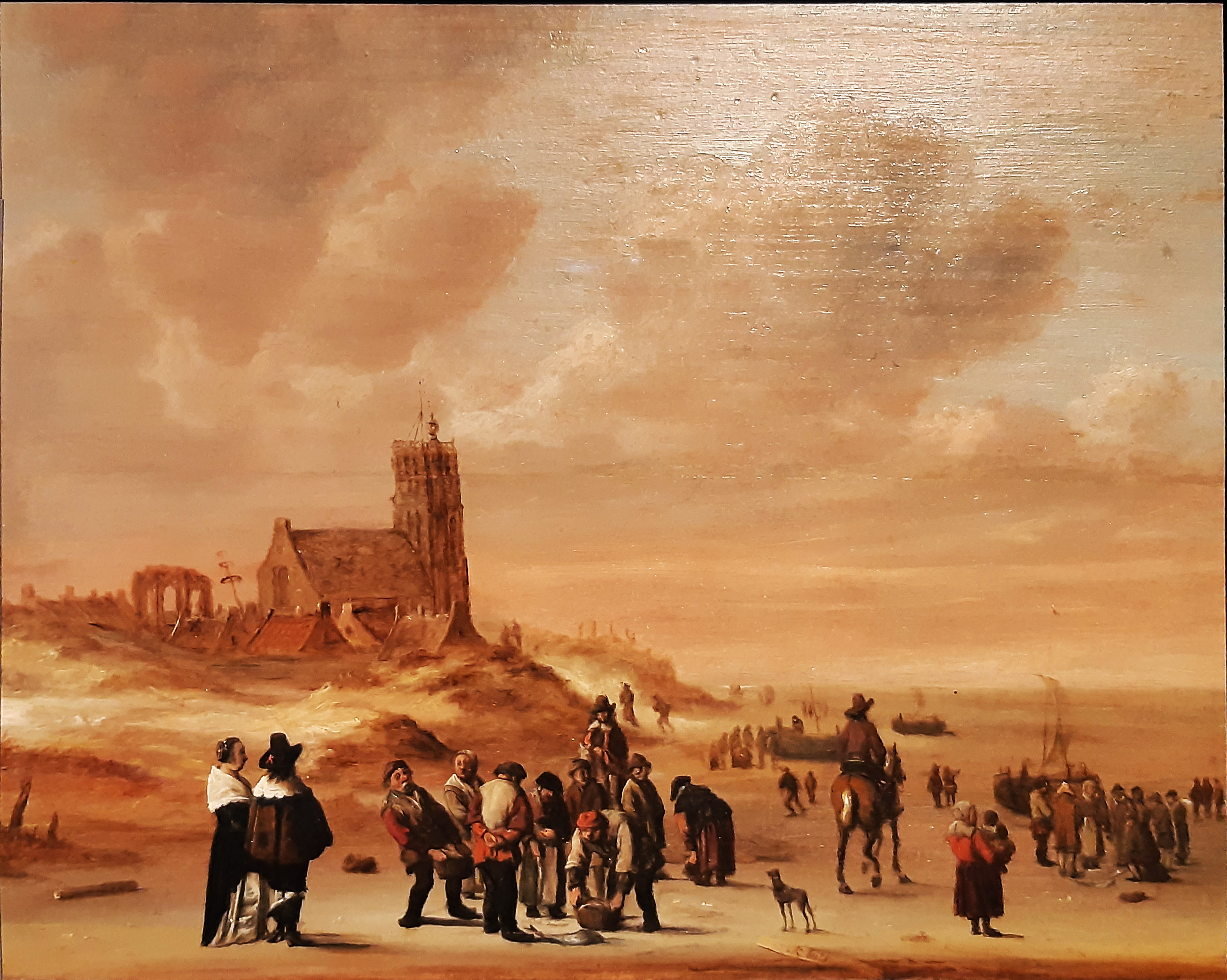
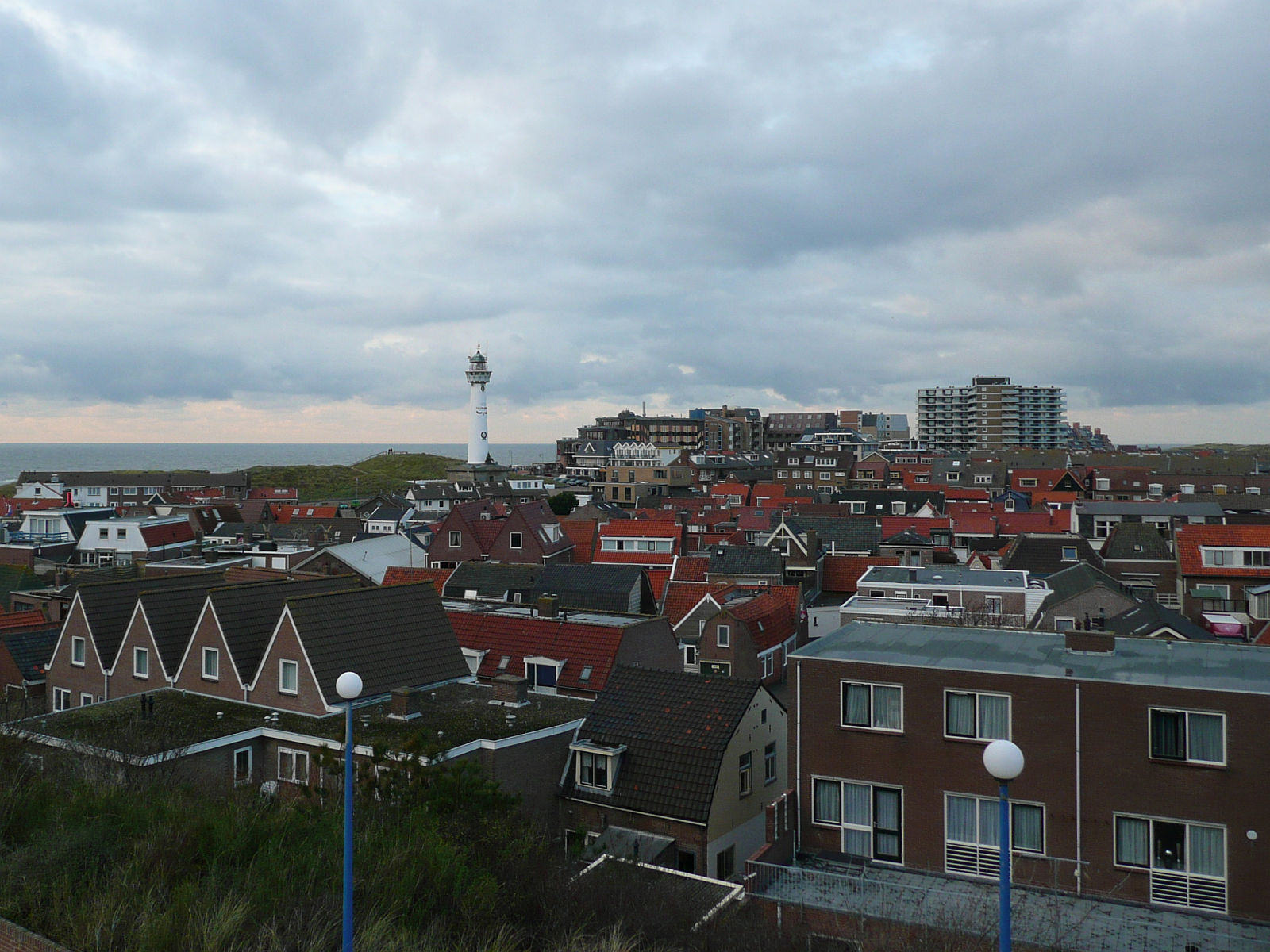
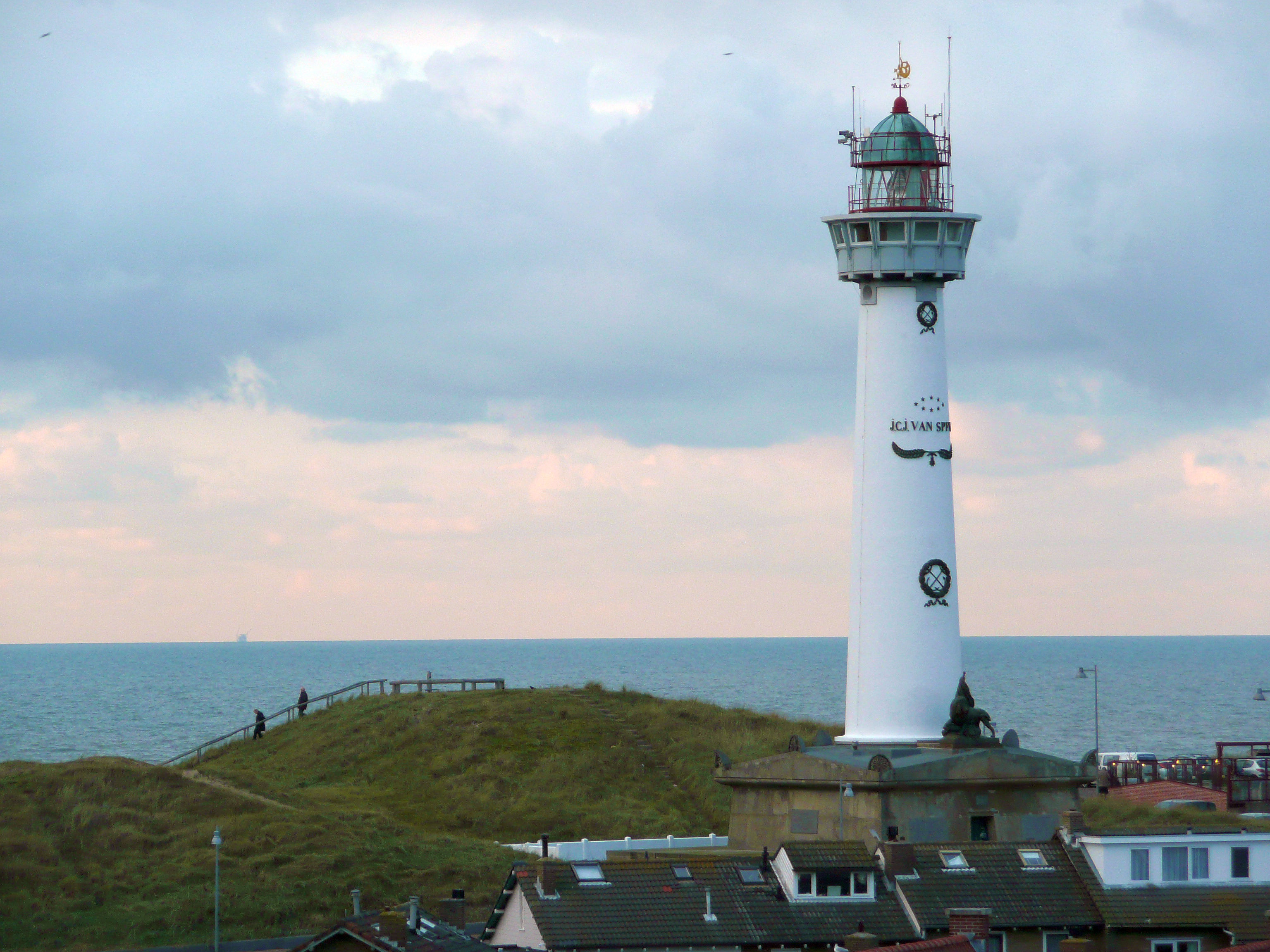
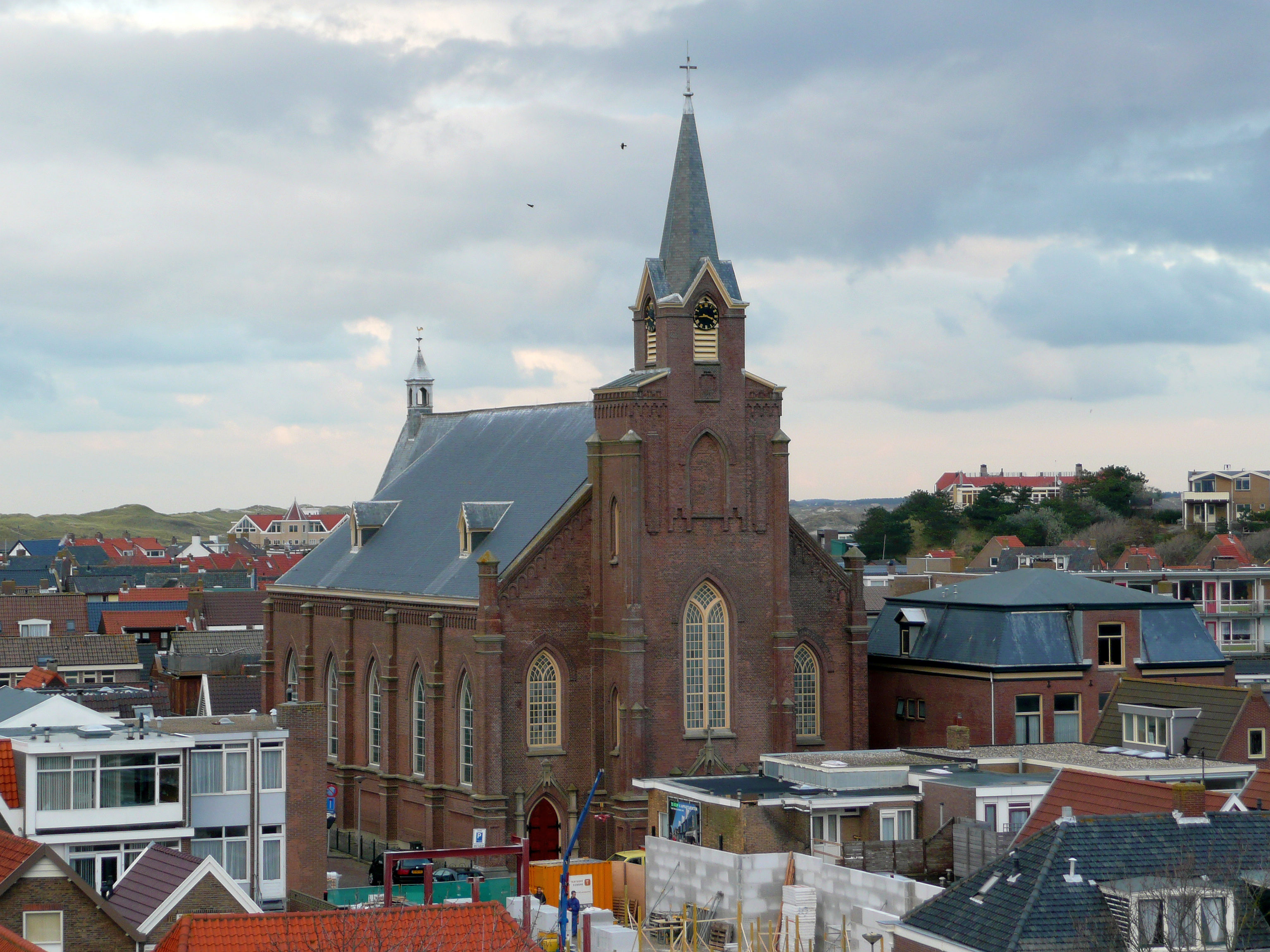
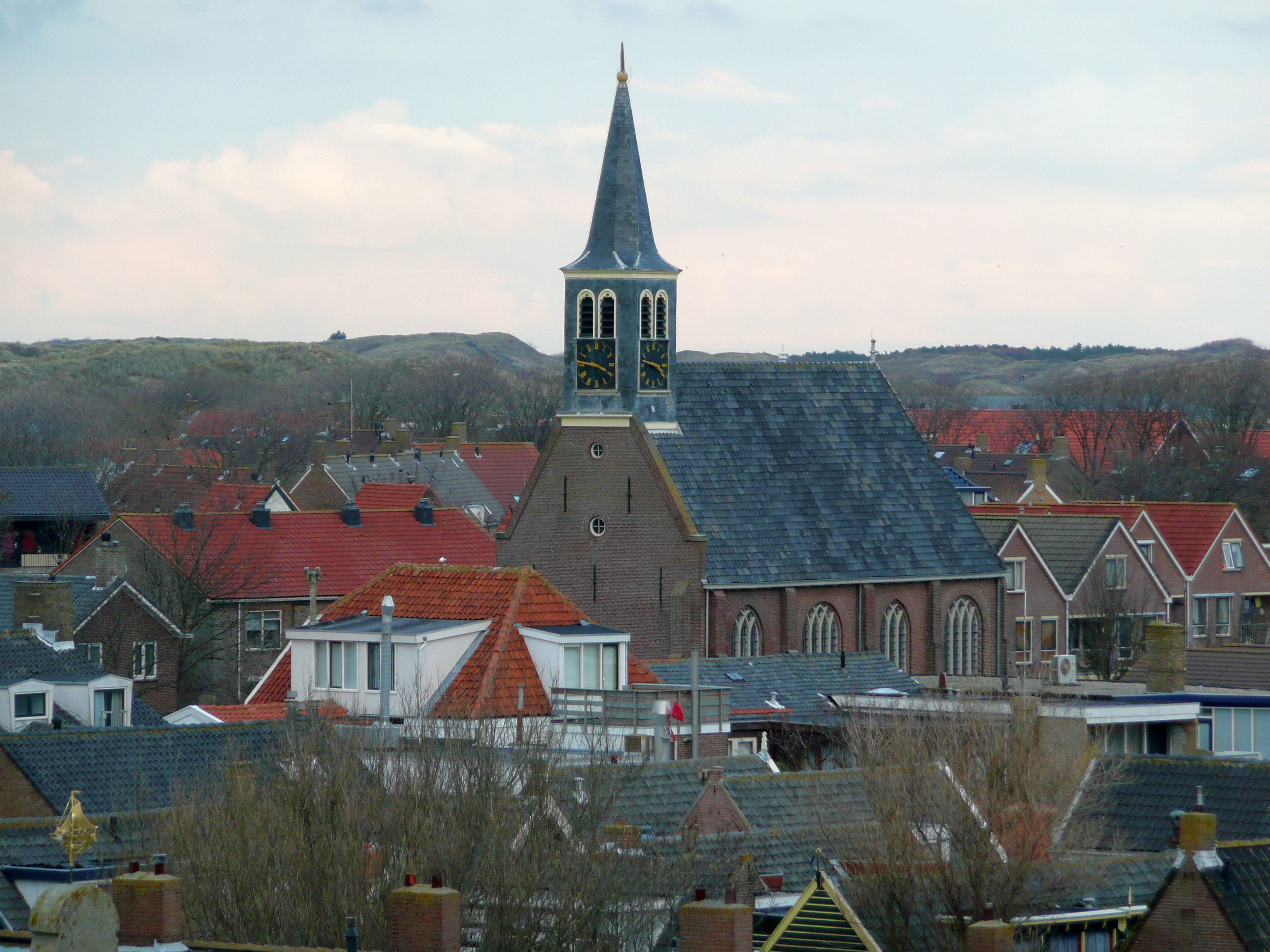
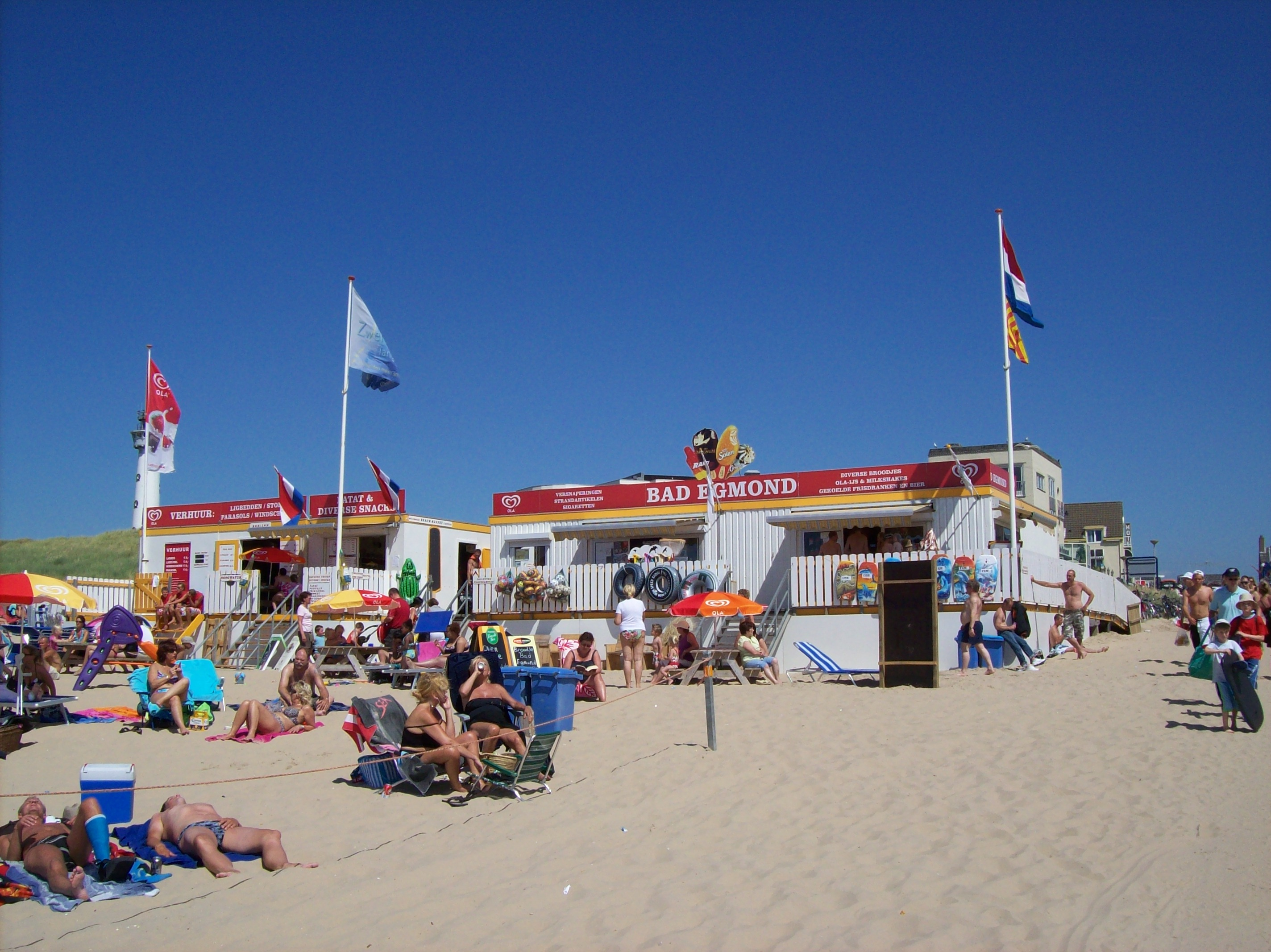
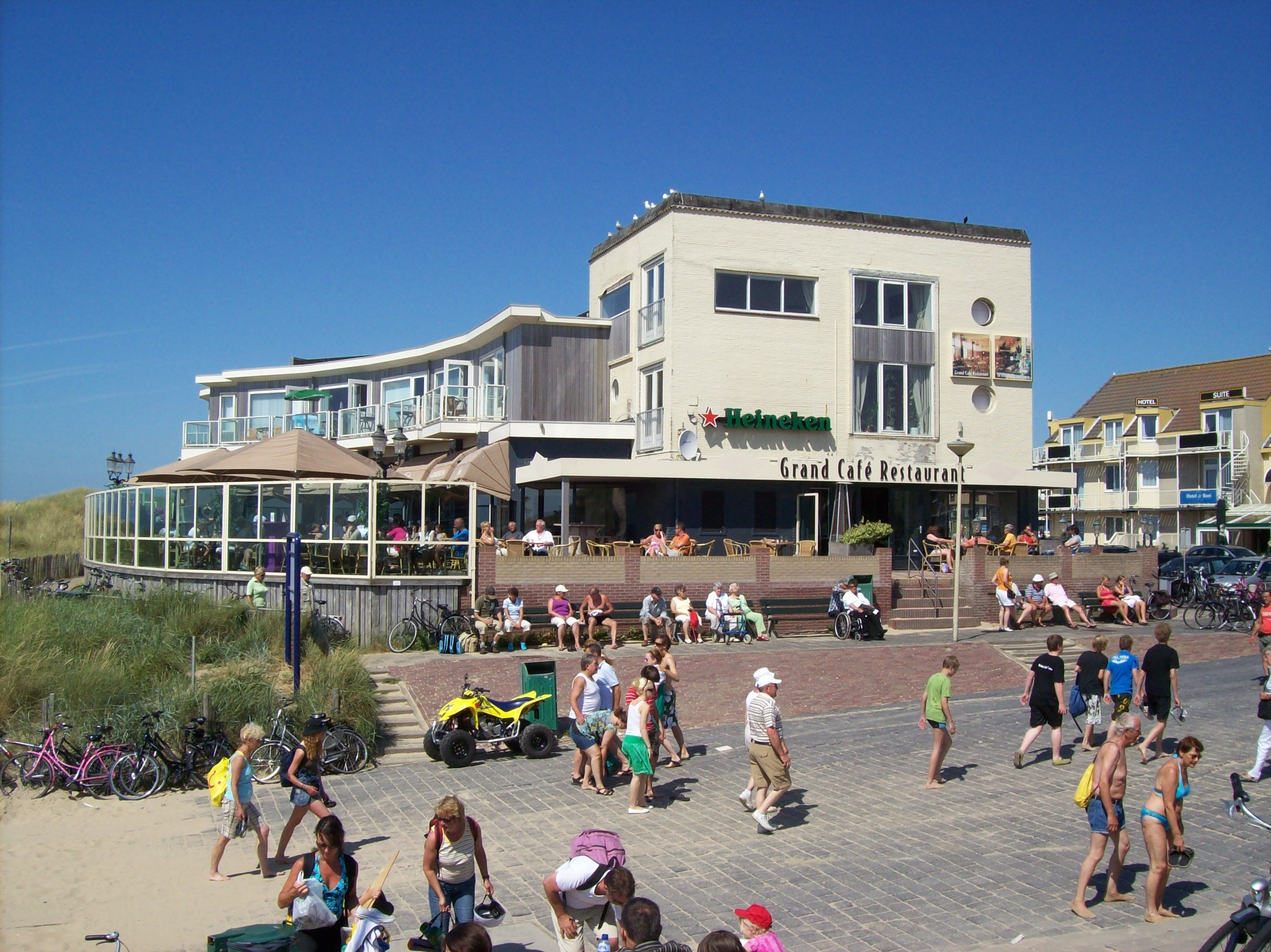
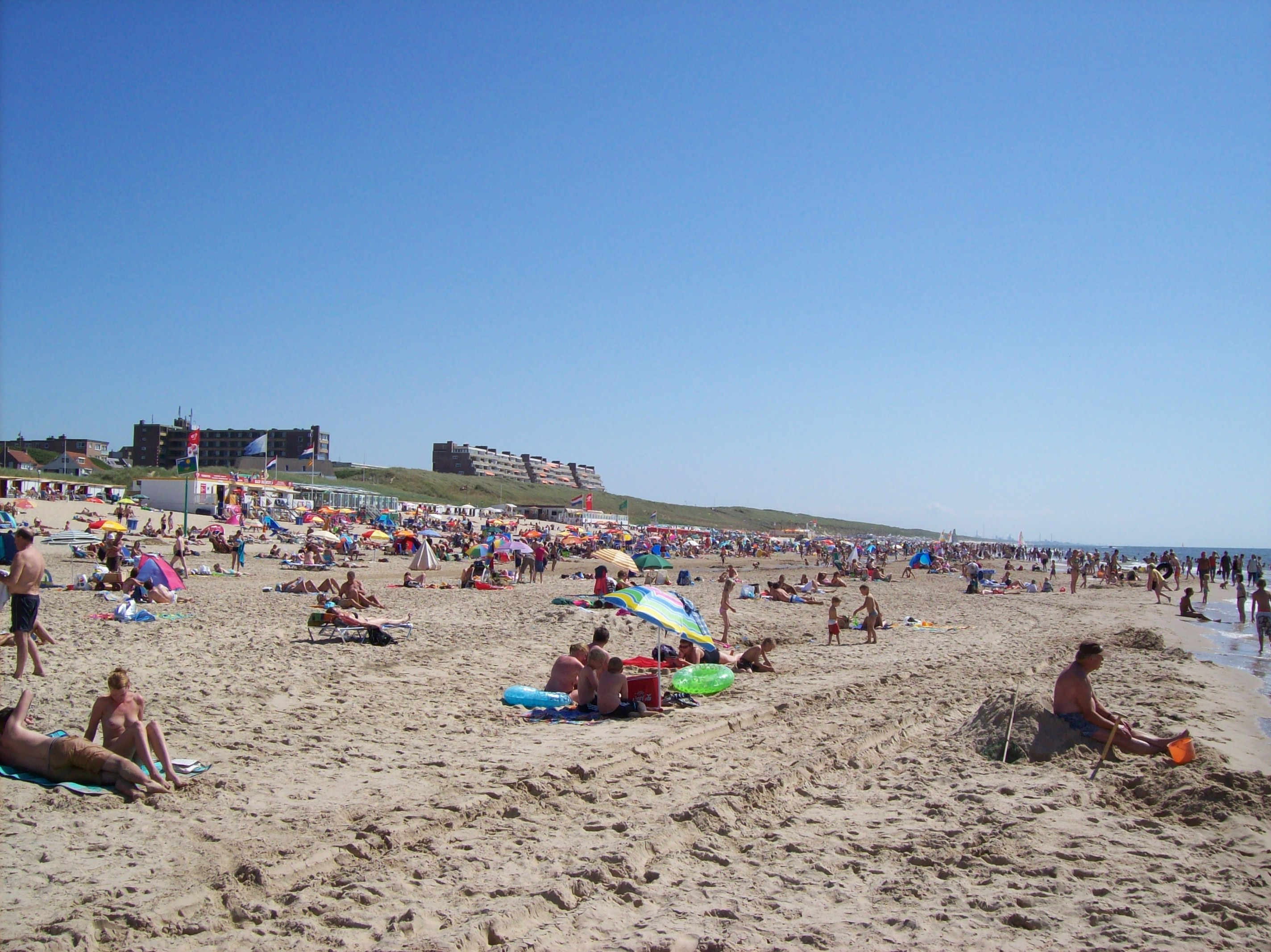
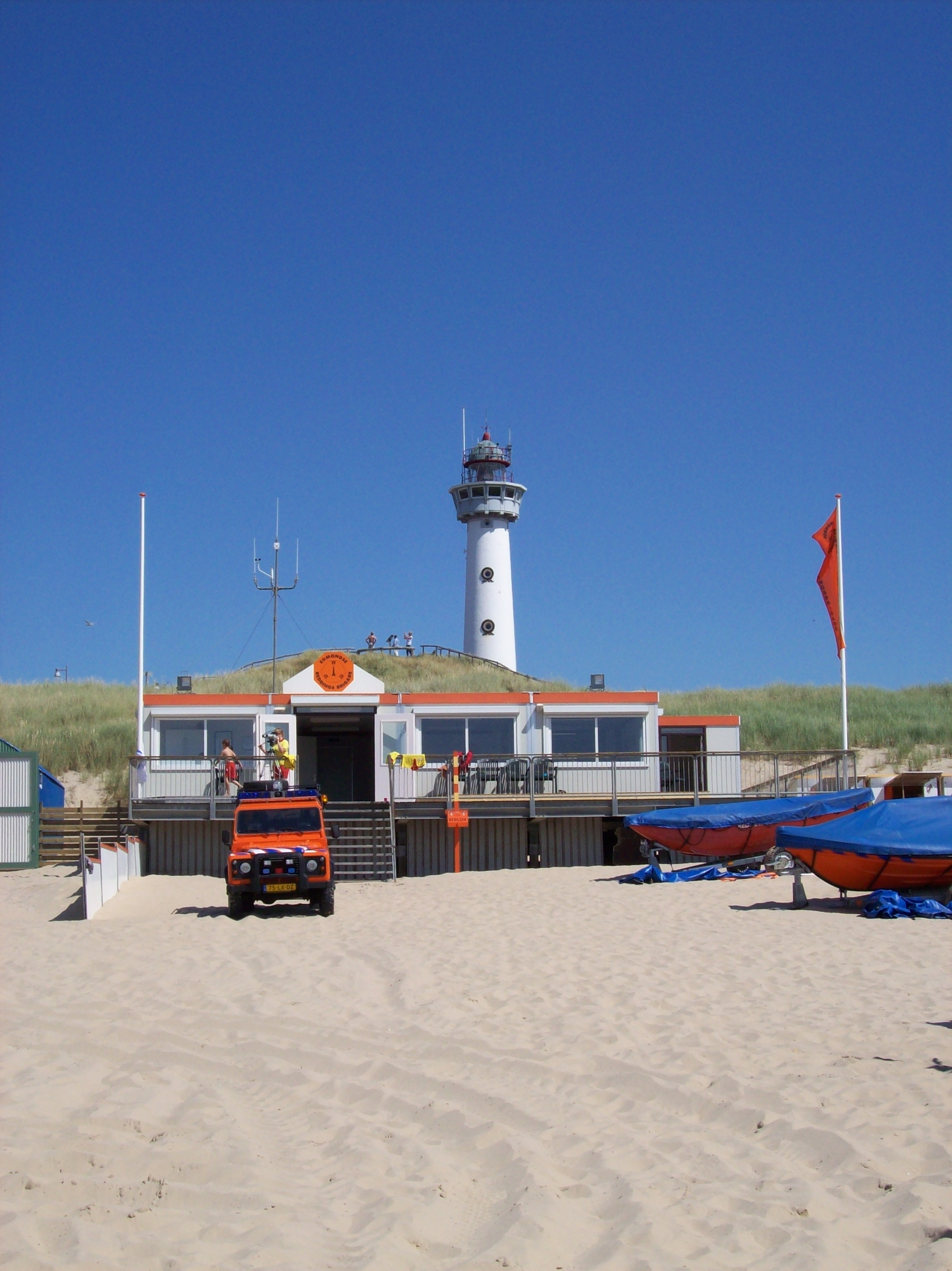
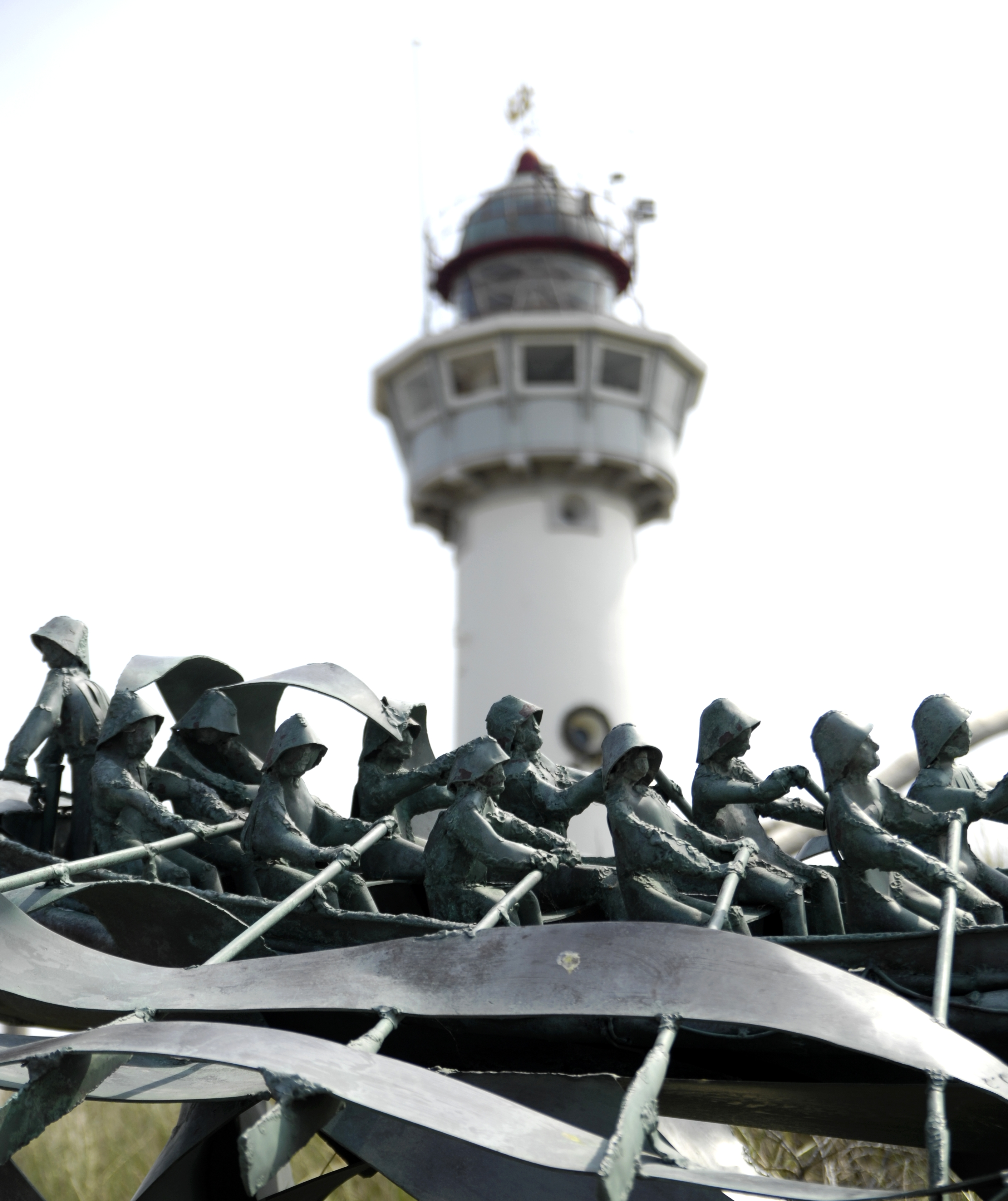
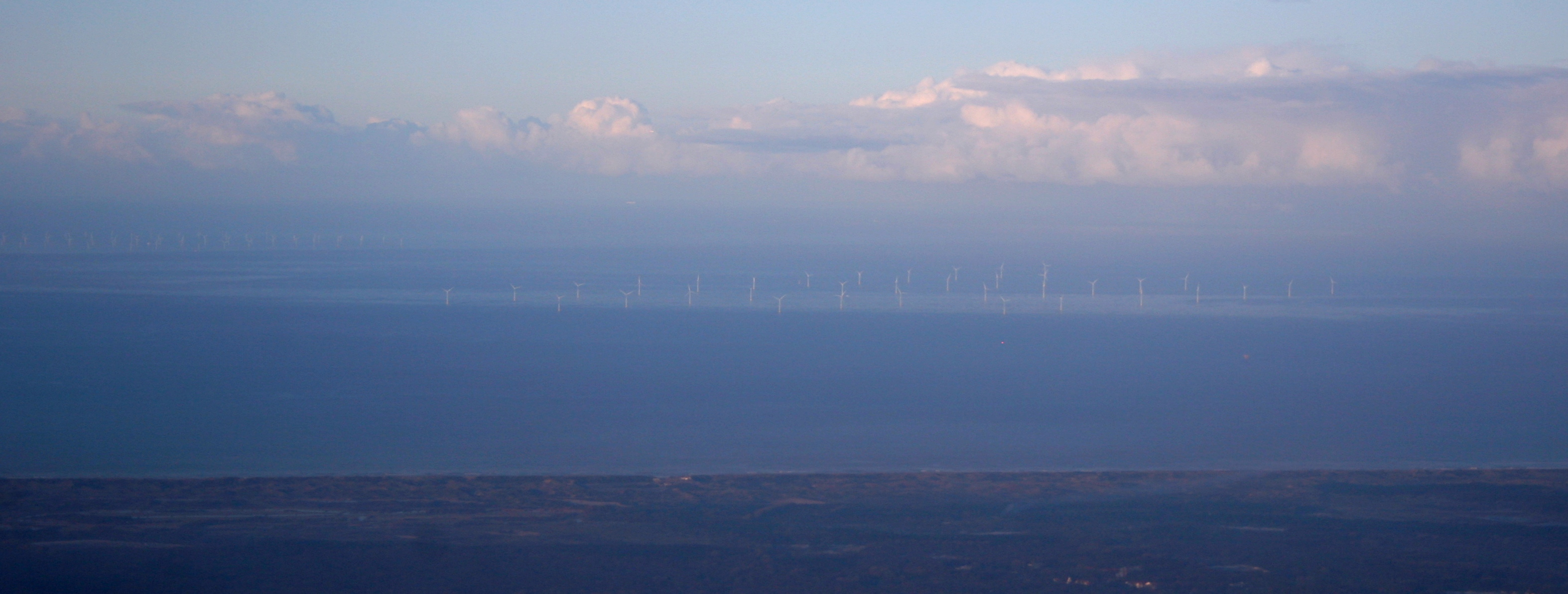
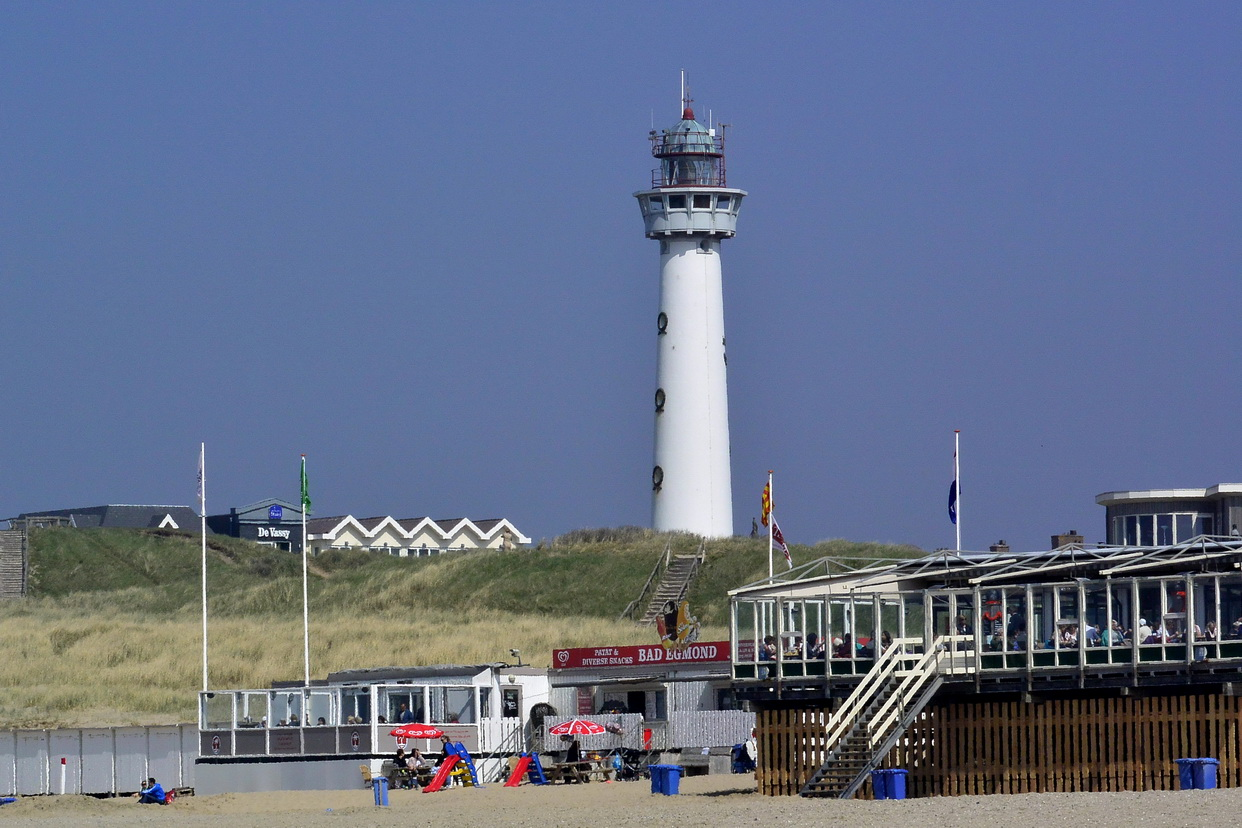
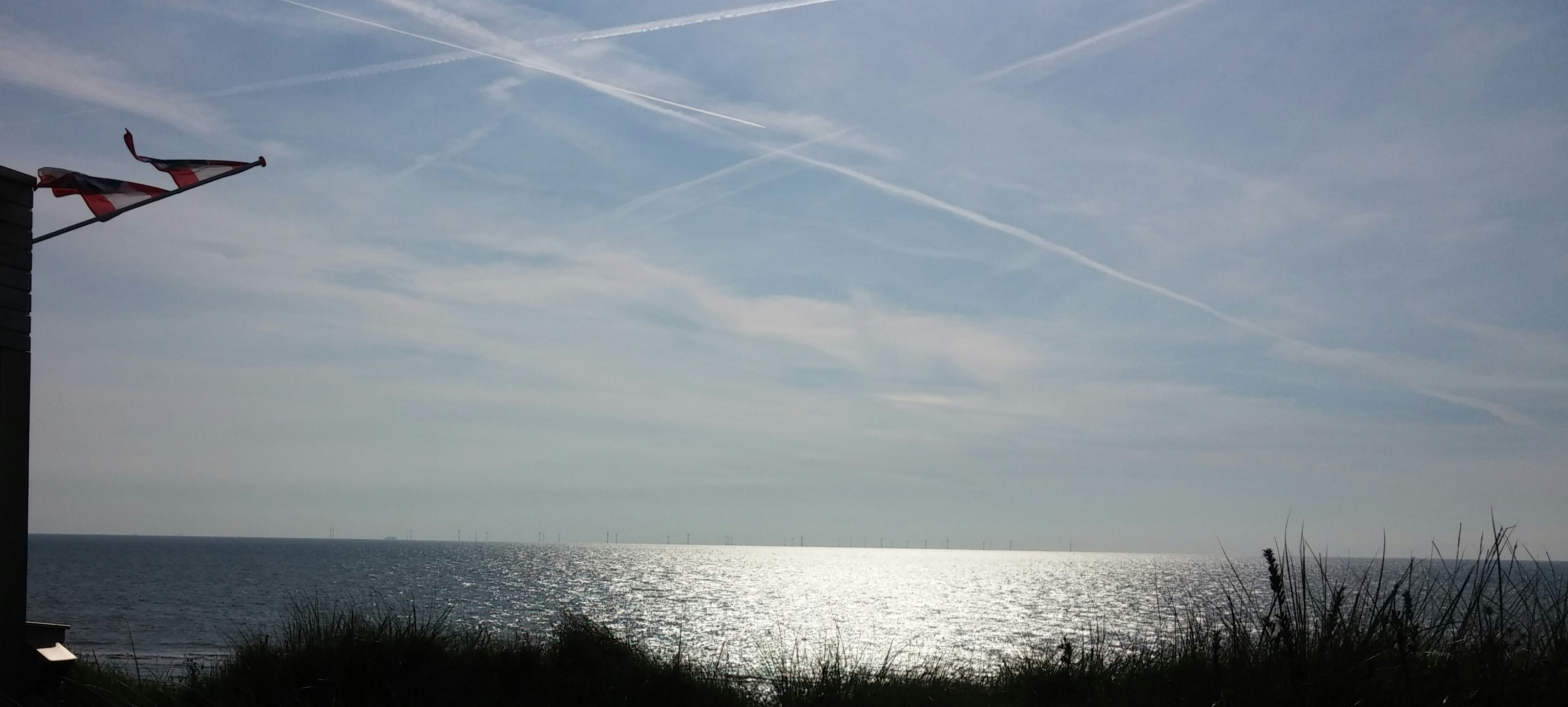
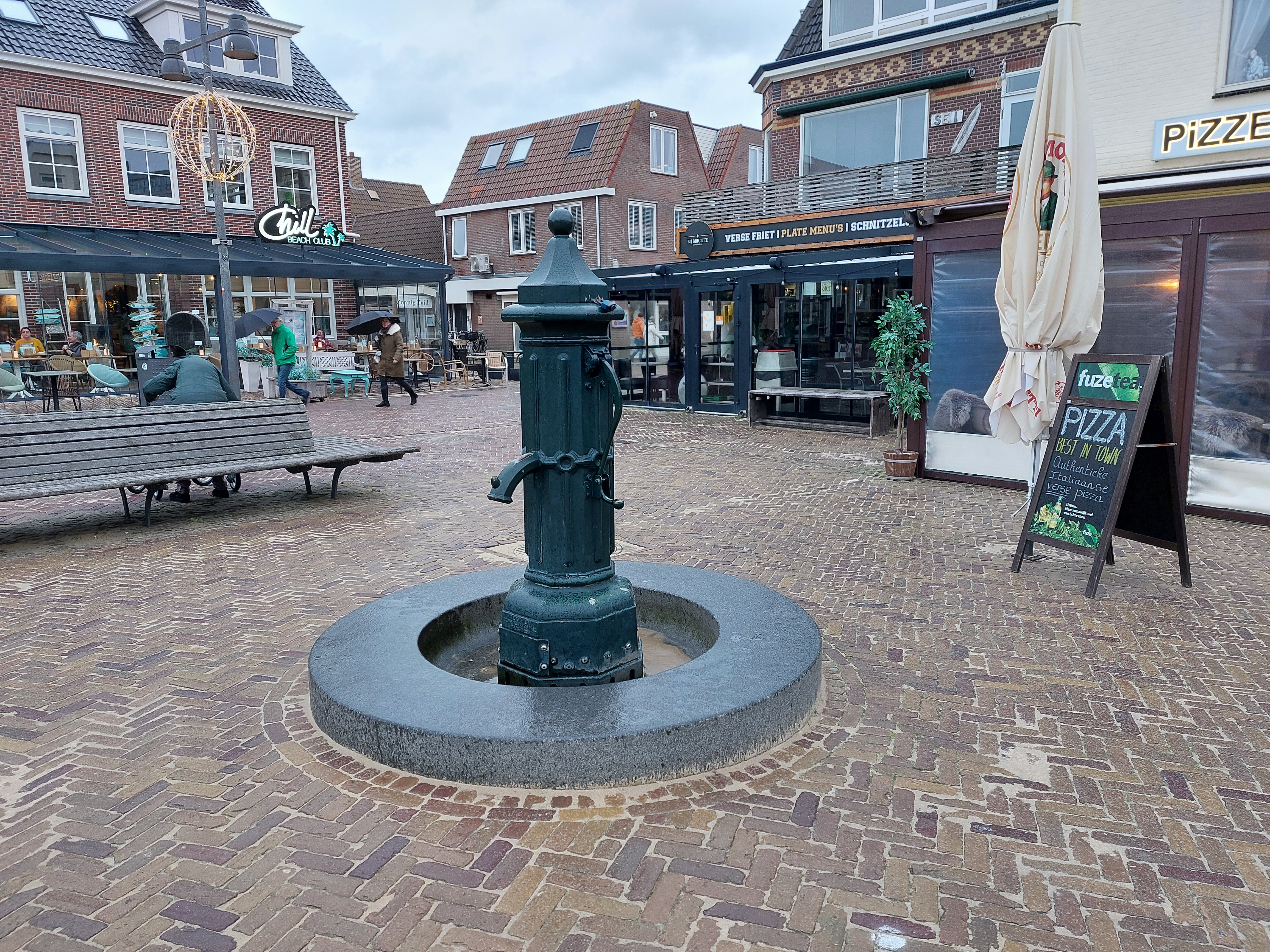
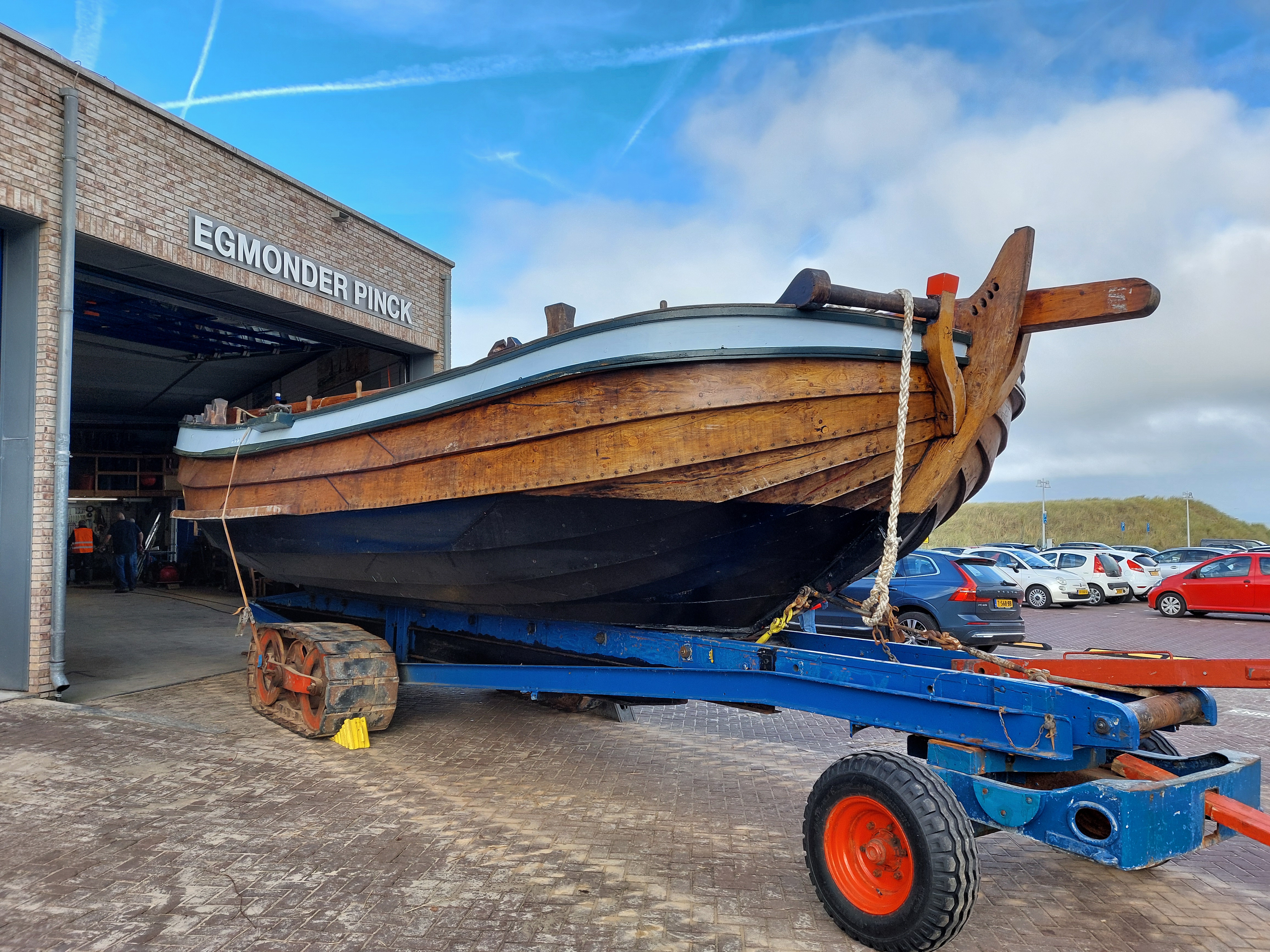
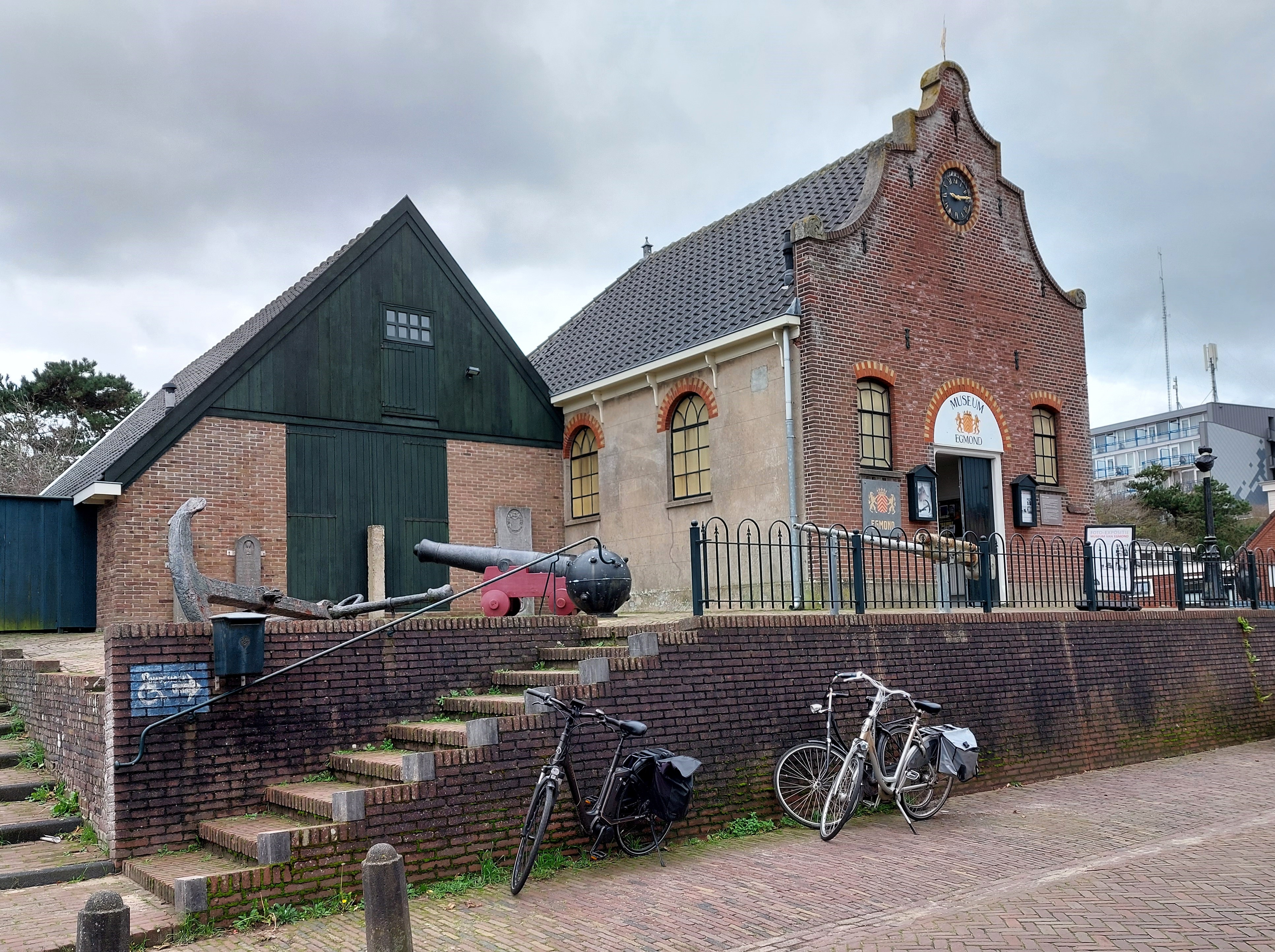
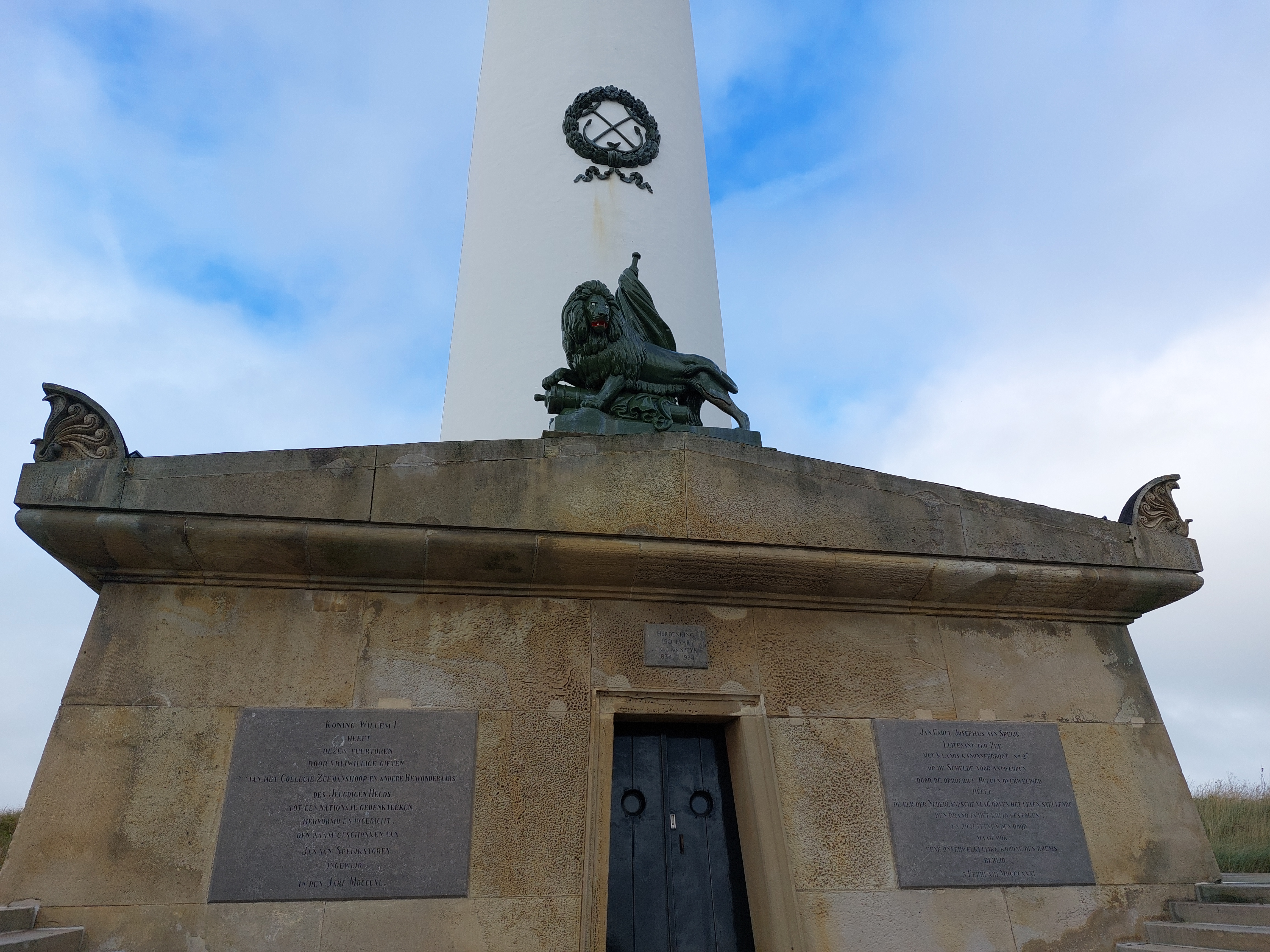
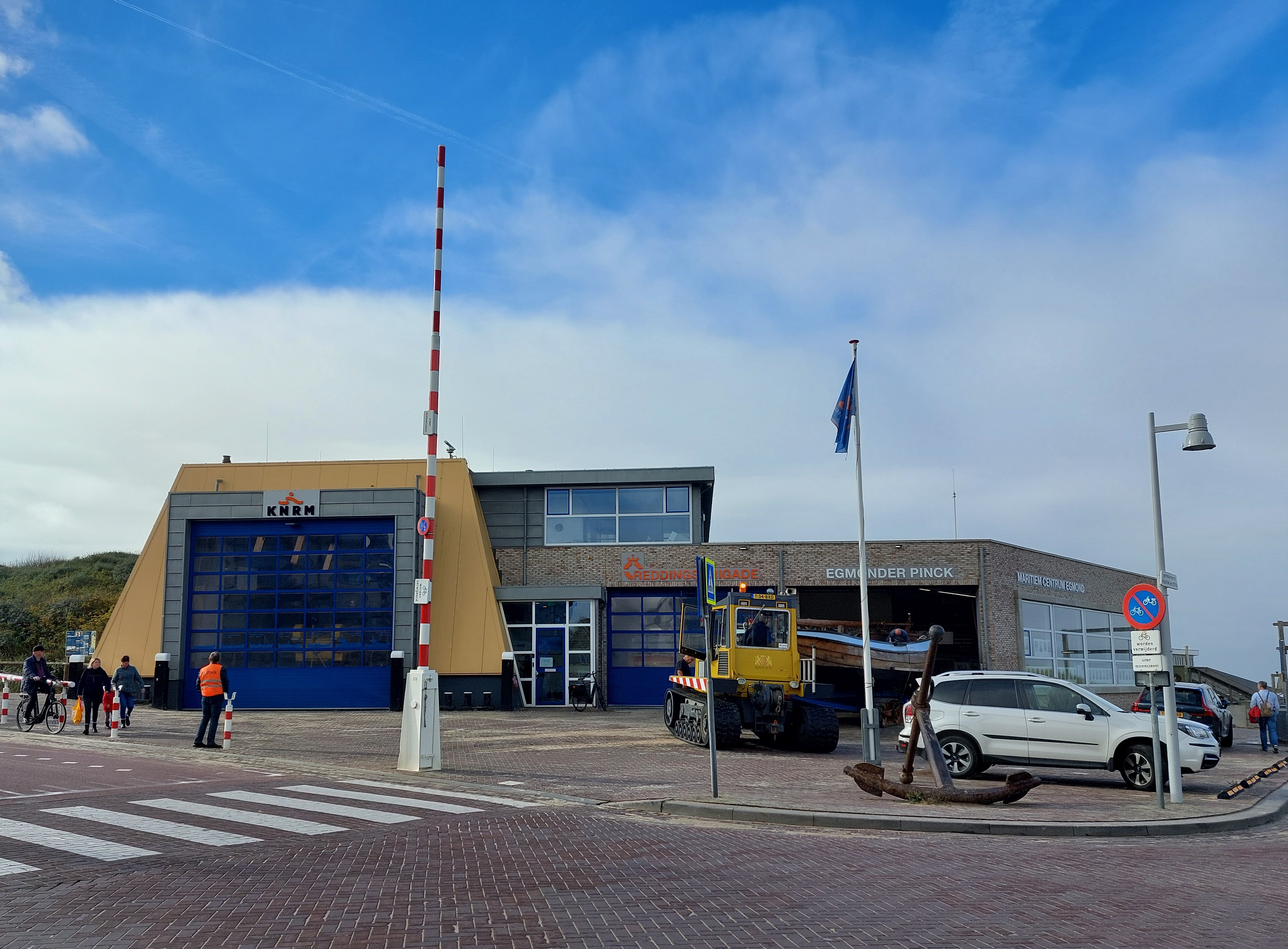
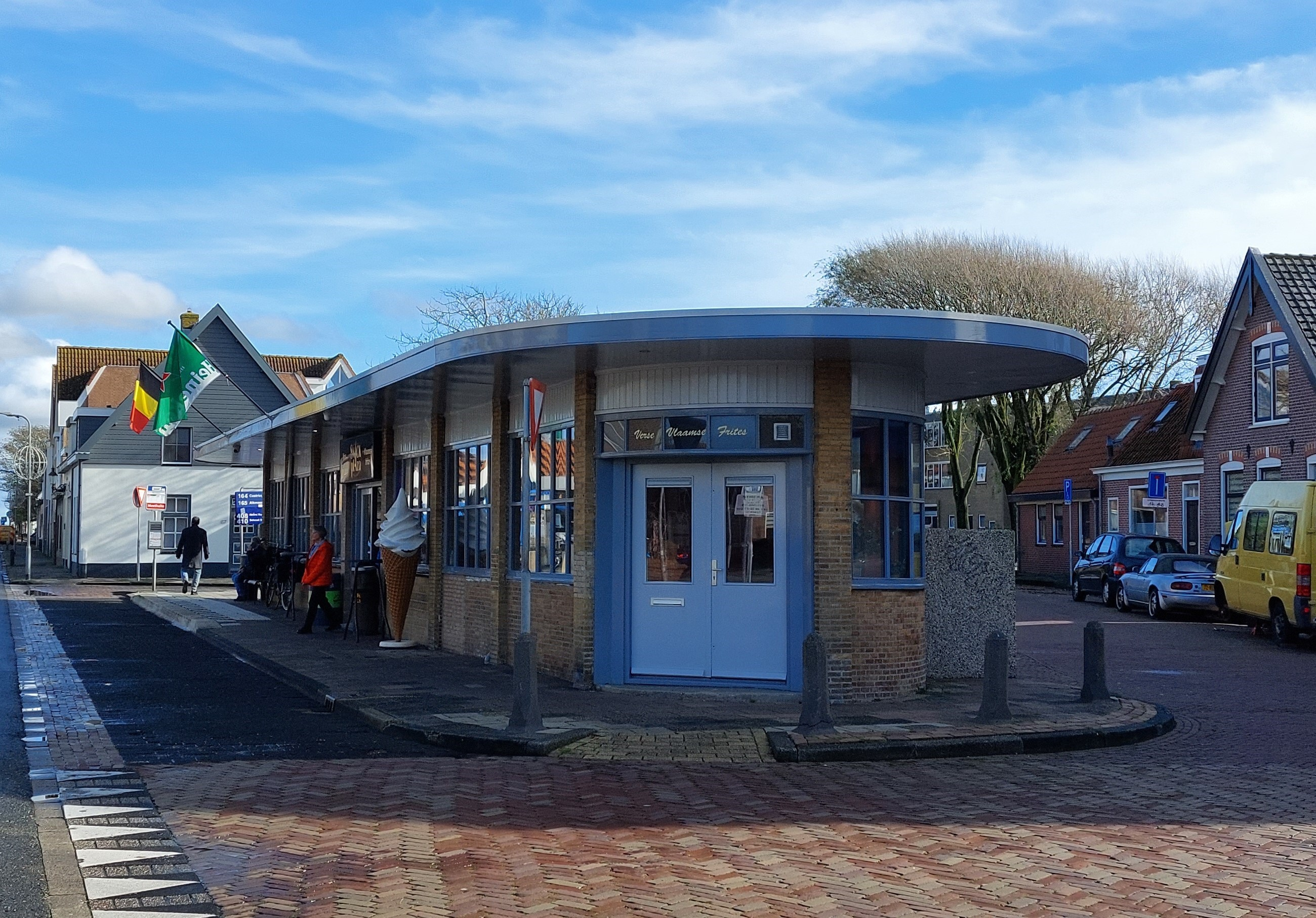